# Idol 2016
Idol 2016 var TV-programmet Idols tolfte säsong i Sverige. Även denna säsong sändes på TV4.

## Bakgrund
Direkt efter att vinnaren av Idol 2015 korats bekräftade programledare Pär Lernström att en ny säsong kommer att sändas under 2016. Samma kväll öppnades ett intresseformulär där man kunde anmäla sitt intresse till programmet. Likt föregående säsong finns krav på att sökande måste föranmäla sig till programmet för att få gå på audition (TV4 och produktionsbolaget fördelar sedan de sökande till de olika städerna). För att få söka till Idol denna säsong krävdes att man fyllt 16 senast den 1 september 2016, och om man haft skivkontrakt sedan tidigare fick man ej söka till programmet.
Förutom byte av jury hade programmet fått samma upplägg som tidigare säsonger, det vill säga att inleda med en auditionturné under våren och först under hösten dra igång TV-sändningarna.

### Förändringar/nyheter
- En ny jury tog plats i programmet, vilket blir den sjätte juryn i ordningen.[3]
- Antalet städer som besöktes återgick till fem stycken, efter att programmet besökte 12 städer 2015.[4]
- Alla deltagarna gick vidare från kvartsfinalen till semifinalen (vilket även rösterna gör) med tre deltagare i finalen likt förra året.

### Jury
Den 26 januari presenterades juryn för säsongen:
- Fredrik Kempe
- Nikki Amini
- Quincy Jones III

## Utröstningsschema
Schemat visar hur varje deltagare placerade sig under kvalveckan och i veckofinalerna. 
| Stadium: | Stadium:                          | Kvalveckan | Kvalveckan | Kvalveckan | Kvalveckan | Kvalveckan | Kvalveckan | Veckofinalerna | Veckofinalerna | Veckofinalerna | Veckofinalerna | Veckofinalerna | Veckofinalerna | Veckofinalerna | Veckofinalerna | Veckofinalerna | Veckofinalerna | Veckofinalerna |          |          |  |  |  |
| Datum:   | Datum:                            | 14/9       | 15/9       | 16/9       | 17/9       | 18/9       | 18/9       | 30/9           | 7/10           | 14/10          | 21/10          | 28/10          | 4/11           | 11/11          | 18/11          | 25/11          | 2/12           | 9/12           |          |          |  |  |  |
| Plats    | Tävlande                          | Resultat   | Resultat   | Resultat   | Resultat   | Resultat   | Resultat   | Resultat       | Resultat       | Resultat       | Resultat       | Resultat       | Resultat       | Resultat       | Resultat       | Resultat       | Resultat       | Resultat       | Resultat | Resultat |  |  |  |
| 1        | Liam Cacatian Thomassen           |            |            |            | 3:a        | WC 1       |            |                |                |                |                |                |                |                |                |                |                | Vinnare        |          |          |  |  |  |
| 2        | Rebecka Karlsson                  |            |            |            |            |            |            |                |                |                |                |                |                |                |                |                |                | Tvåa           |          |          |  |  |  |
| 3        | Charlie Grönvall                  |            |            |            |            |            |            |                |                |                |                |                |                |                |                |                |                | Trea           |          |          |  |  |  |
| 4        | Oskar Häggström                   |            |            |            |            |            |            |                |                |                |                |                |                |                |                |                | Utröst.        |                |          |          |  |  |  |
| 5        | Jesper Petersson                  |            | 3:a        |            |            | WC 5       |            |                |                |                |                |                |                |                | Utröst.        |                |                |                |          |          |  |  |  |
| 6        | Renaida Braun                     |            |            |            |            |            |            |                |                |                |                |                |                | Utröst.        |                |                |                |                |          |          |  |  |  |
| 7        | Greg G Curtis                     |            |            |            |            |            |            |                |                |                |                |                | Utröst.        |                |                |                |                |                |          |          |  |  |  |
| 8        | Nicole Touma                      |            |            |            |            |            |            |                |                |                |                | Utröst.        |                |                |                |                |                |                |          |          |  |  |  |
| 9        | Adrian Johansson                  |            | 3:a        |            |            | WC 4       |            |                |                |                | Utröst.        |                |                |                |                |                |                |                |          |          |  |  |  |
| 10       | Feliks Parik                      |            |            |            | 3:a        | WC 2       |            |                |                | Utröst.        |                |                |                |                |                |                |                |                |          |          |  |  |  |
| 11       | Cameron Jai                       |            |            |            |            |            |            |                | Utröst.        |                |                |                |                |                |                |                |                |                |          |          |  |  |  |
| 12       | Zeana Muratovic                   |            |            |            |            |            |            | Utröst.        |                |                |                |                |                |                |                |                |                |                |          |          |  |  |  |
| 13       | Norea Sandberg                    |            |            |            |            | WC 3       | Utröst.    |                |                |                |                |                |                |                |                |                |                |                |          |          |  |  |  |
| Semi     | Daniel Poopuu                     |            |            |            | 3:a        | Utröst.    |            |                |                |                |                |                |                |                |                |                |                |                |          |          |  |  |  |
| Semi     | Frida Kropp Lindh                 |            |            | 3:a        |            | Utröst.    |            |                |                |                |                |                |                |                |                |                |                |                |          |          |  |  |  |
| Semi     | Mabel Zewdie                      |            |            | 3:a        |            | Utröst.    |            |                |                |                |                |                |                |                |                |                |                |                |          |          |  |  |  |
| Semi     | Victoria Björling                 |            |            | 3:a        |            | Utröst.    |            |                |                |                |                |                |                |                |                |                |                |                |          |          |  |  |  |
| Semi     | Gabriel Danielsson                |            | 3:a        |            |            | Utröst.    |            |                |                |                |                |                |                |                |                |                |                |                |          |          |  |  |  |
| Semi     | Hanna Löwenborg                   | 3:a        |            |            |            | Utröst.    |            |                |                |                |                |                |                |                |                |                |                |                |          |          |  |  |  |
| Semi     | Julie Yu                          | 3:a        |            |            |            | Utröst.    |            |                |                |                |                |                |                |                |                |                |                |                |          |          |  |  |  |
| Semi     | Saga Brännlund (Hector Brännlund) | 3:a        |            |            |            | Utröst.    |            |                |                |                |                |                |                |                |                |                |                |                |          |          |  |  |  |

| Topp 12 | Top 21 | Kvalfinalens wildcard | Hänger löst/sista att gå vidare | Utröstad | Hoppade av tävlingen | Säker/går vidare | Ej avgjord tävlan/ framträder ej/ utslagen ur tävlan |

## Auditionuttagningarna
En auditionturné hölls under mars och april 2016, och TV-sändningarna startade sedan hösten samma år. Innan auditionturnén startade kunde man tipsa om en kompis. Inför auditionturnén hade TV4 satt upp följande krav på de sökande:
- Lägsta ålder för att delta är 16 år (senast den 1 september 2016). Är man vid söktillfället under 18 år krävs målsmans tillstånd.
- Deltagare som går vidare i tävlingen ska kunna lämna in ett utdrag ur belastningsregistret till TV4.
- Alla deltagare i programmet tävlar individuellt, således tillåts inte musikgrupper söka.
- Har man haft skivkontrakt sedan tidigare får man inte söka.
- Endast svenska medborgare/personer som är bosatta i Sverige får söka till tävlingen.
- Sökande får vid första auditiontillfället använda sig av instrument såsom gitarr eller keyboard, förutsatt att man kan bära med sig det själv.

Den 26 januari meddelade TV4 vilka städer som Idol kommer att besöka under auditionturnén. Dessa städer är:
| Sökdatum | Stad      | Arena            | QuincyTour | Platser QuincyTour       | Antalet sökande |
| -------- | --------- | ---------------- | ---------- | ------------------------ | --------------- |
| 5 mars   | Malmö     | Glasklart        | Rosengård  |                          | ?               |
| 18 mars  | Östersund | Storsjöteatern   |            |                          | ?               |
| 26 mars  | Göteborg  | Eriksbergshallen | Angered    |                          | ?               |
| 2 april  | Skövde    | Kulturhuset      |            |                          | ?               |
| 9 april  | Stockholm | Tele2 Arena      | Tensta     | Blåa huset, Tensta Kyrka | ?               |

## Topp 21 till kvalet
Deltagarna nedan var de som slutligen blev utvalda att gå vidare från slutaudition till kvalveckan. De tolv fetmarkerade deltagarna blev de utvalda till veckofinalerna.
- Adrian Jonasson, 16 år, Göteborg
- Cameron Jai, 16 år, Kristianstad
- Charlie Grönvall, 26 år, Stockholm
- Daniel Poopu, 32 år, Karlskrona
- Feliks Parik, 17 år, Tyresö
- Frida Kropp Lindh, 17 år, Helsingborg
- Gabriel Danielsson, 20 år, Karlskrona
- Greg G Curtis, 30 år, Göteborg
- Hanna Löwenborg, 17 år, Åmål
- Jesper Petersson, 27 år, Piteå
- Julie Yu, 20 år, Stockholm
- Liam Cacatian Thomassen, 19 år, Göteborg
- Mabel Zewdie, 19 år, Stockholm
- Nicole Touma, 21 år, Skövde
- Norea Sandberg, 20 år, Lund (TV4 Play-wildcard)
- Oskar Häggström, 17 år, Sundsvall
- Rebecka Karlsson, 16 år, Ekeby
- Renaida Braun, 19 år, Nyköping
- Saga Brännlund (numera Hector Brännlund), 17 år, Härnösand
- Victoria Björling, 25 år, Täby
- Zeana Muratovic, 23 år, Göteborg

OBS: Då Gabriel Danielsson och Simon Weidersjö var bland de sista att få en plats i kvalveckan, bestämde sig juryn för att ha en tittarröstning om vem skulle gå vidare. Det blev Gabriel Danielsson som fick flest röster och därmed gick vidare till kvalveckan.
Fotnot: Den som fick minst antal röster är markerad med mörkgrå färg (den till vänster).
Lägst antal tittarröster
| Simon Weidersjö | Gabriel Danielsson |

## Kvalveckan

### Kvalheat 1
Sändes 19 september 2016.  De två fetmarkerade deltagarna gick vidare till kvalfinalen.
1. Renaida Braun - "Mamma Knows Best" (Jessie J)
2. Saga Brännlund - "Treat You Better" (Shawn Mendes)
3. Julie Yu - "Latch" (Disclosure, Sam Smith)
4. Hanna Löwenborg - "Got Love" (Tove Lo)
5. Zeana Muratovic - "A Woman's Worth" (Alicia Keys)

### Kvalheat 2
Sändes 20 september 2016. De två fetmarkerade deltagarna gick vidare till kvalfinalen.
1. Gabriel Danielsson - "Love Yourself" (Justin Bieber)
2. Jesper Petersson - "Can't Stop the Feeling!" (Justin Timberlake)
3. Adrian Jonasson - "Let Me Love You" (Mario)
4. Cameron Jai - "Can't Hold Us" (Macklemore)
5. Charlie Grönvall - "Close" (Nick Jonas/Tove Lo)

### Kvalheat 3
Sändes 21 september 2016. De två fetmarkerade deltagarna gick vidare till kvalfinalen. 
1. Victoria Björling - "Raging" (Kygo)
2. Frida Kropp Lindh - "Bara få va mig själv" (Laleh)
3. Mabel Zewdie - "Be Alright" (Ariana Grande)
4. Nicole Touma - "Pillowtalk" (Zayn)
5. Rebecka Karlsson - "Neon Lights" (Demi Lovato)

### Kvalheat 4
Sändes 22 september 2016. De två fetmarkerade deltagarna gick vidare till kvalfinalen. 
1. Greg G Curtis - "The Other Side" (Jason Derulo)
2. Daniel Poopuu - "Valerie" (Amy Winehouse)
3. Oskar Häggström - "Fix You" (Coldplay)
4. Liam Cacatian Thomassen - "Sure Thing" (Miguel)
5. Feliks Parik - "Dancing on My Own" (Calum Scott)

### Kvalfinal
Sändes 23 september 2016. 
1. Rebecka Karlsson - "Empire " (Ella Henderson)
2. Cameron Jai - "Riptide" (Vance Joy)
3. Liam Cacatian Thomassen - "Can't Hold Us" (Macklemore)
4. Renaida Braun - "Right Now" (Rihanna)
5. Greg G Curtis - "Apologize" (One Republic)
6. Feliks Parik - "Counting Stars" (One Republic)
7. Nicole Touma - "Shower" (med arabisk text) (Becky G)
8. Norea Sandberg - "We Don't Talk Anymore" (Charlie Puth feat. Selena Gomez)
9. Charlie Grönvall - "It Will Rain" (Bruno Mars)
10. Zeana Muratovic - "Flawless" (Beyonce feat. Nicki Minaj)
11. Oskar Häggström - "Dancing on My Own" (Calum Scott)
12. Adrian Jonasson - "Adorn" (Miguel)
13. Jesper Petersson - "All of Me" (John Legend)

#### Kvalfinalens wildcards
1. Liam Cacatian Thomassen (juryns wildcard)
2. Feliks Parik (juryns wildcard)
3. Norea Sandberg (tittarnas wildcard/TV4 Play-biljetten)
4. Adrian Jonasson (juryns wildcard)
5. Jesper Petersson (juryns wildcard)

#### Utröstningen
Listar de två sistutropade deltagarna varav den ena erhöll minst antal tittarröster. 
 Den av dessa som är markerad med mörkgrå färg var den som tvingades lämna tävlingen (den till vänster).
| Norea Sandberg | Feliks Parik |

## Tittarsiffror
Nedan står tittarsiffrorna för veckofinalerna samt finalen. 
Fredagsfinal 1: 828 000 tittare. 
Fredagsfinal 2: 887 000 tittare. 
Fredagsfinal 3: 832 000 tittare
Fredagsfinal 4: 765 000 tittare 
Fredagsfinal 5: 822 000 tittare 
Fredagsfinal 6: 821 000 tittare 
Fredagsfinal 7: 774 000 tittare 
Fredagsfinal 8: 803 000 tittare 
Fredagsfinal 9: 770 000 tittare
Fredagsfinal 10: 635 000 tittare
Fredagsfinal 11: 1 026 000 tittare

## Veckofinaler
I den första veckofinalen tävlade tolv deltagare och därefter slås en deltagare ut per vecka fram till det endast är två deltagare kvar. De två sista deltagarna är årets finalister och får tävla i finalen. Varje vecka är det tittarna som bestämmer vilka som ska ta sig vidare till nästa veckofinal genom att telefonrösta eller SMS-rösta under kvällen.
Veckofinalerna har samma upplägg som tidigare år. När varje veckofinal startar öppnas telefonslussarna och tittarna kan då börja telefon- och SMS-rösta på sina favoriter. Deltagarna får framföra en låt (efter startordning som TV4 gjort) och sen bedömer juryn kortfattat framträdandet. När alla deltagare sjungit klart visas en snabbgenomgång av alla kvällens framträdanden och sedan tar programmet paus i 25-60 min. När programmet börjar igen hålls en till snabbgenomgång innan telefonslussarna stängs och rösterna räknas. Deltagarna som gått vidare ropas upp en åt gången i en slumpvald ordning tills det bara är de två deltagare som fått allra minst röster kvar. En av de två deltagarna som inte blivit uppropad har fått allra minst antal röster och den personen är tvungen att lämna programmet. Processen upprepas tills det är den sista veckofinalen.
Efter resultatshowen i varje veckofinal hålls det ett eftersnacksprogram som heter "Idol extra" som denna säsong leds av Farao Groth och Gry Forssell.
Adrian Jonasson, Cameron Jai och Rebecka Karlsson blev de första deltagarna i programmets historia att gå vidare till veckofinalerna som var födda på 2000-talet.

### Vecka 1: Topplistan
Sändes 30 september 2016. 
Deltagarna står nedan i startordning
1. Greg G Curtis - Jealous (Nick Jonas)
2. Nicole Touma - Don't Let Me Down (The Chainsmokers)
3. Oskar Häggström - Perfect (One Direction)
4. Zeana Muratovic - No (Meghan Trainor)
5. Feliks Parik - Perfect Strangers (Jonas Blue)
6. Rebecka Karlsson - This One's for You (David Guetta ft. Zara Larsson)
7. Jesper Petersson - Hymn for the Weekend (Coldplay)
8. Renaida Braun - Blow Your Mind (Mwah) (Dua Lipa)
9. Liam Cacatian Thomassen - Cool Me Down (Margaret)
10. Cameron Jai - Cold Water (Justin Bieber)
11. Charlie Grönvall - Just Like Fire (Pink)
12. Adrian Jonasson - One Dance (Drake)

#### Utröstningen
Listar här nedan de två sist utropade deltagarna, varav den ena erhöll minst antal tittarröster.
Lägst antal tittarröster
| Zeana Muratovic | Nicole Touma |

Fotnot: Den av dessa två här ovan namngivna deltagarna som är markerad med mörkgrå färg (den till vänster) var den som tvingades lämna tävlingen.

### Vecka 2: Det här är jag
Sändes 7 oktober 2016. 
Deltagarna står nedan i Startordning
1. Charlie Grönvall - Something in the Way You Move (Ellie Goulding)
2. Rebecka Karlsson - Confident (Demi Lovato)
3. Adrian Jonasson - Human Nature (Michael Jackson)
4. Liam Cacatian Thomassen - Ready or Not (The Fugees)
5. Feliks Parik - Free Fallin' (John Mayer)
6. Renaida Braun - We Found Love (Rihanna)
7. Jesper Petersson - Tonight Again (Guy Sebastian)
8. Cameron Jai - See You Again (Wiz Khalifa feat. Charlie Puth)
9. Nicole Touma - If I Ain't Got You (Alicia Keys)
10. Oskar Häggström - Breakeven (The Script)
11. Greg G Curtis - Locked Out of Heaven (Bruno Mars)

#### Utröstningen
Listar här nedan de två sist utropade deltagarna, varav den ena erhöll minst antal tittarröster.
Lägst antal tittarröster
| Cameron Jai | Feliks Parik |

Fotnot: Den av dessa två här ovan namngivna deltagarna som är markerad med mörkgrå färg (den till vänster) var den som tvingades lämna tävlingen.

### Vecka 3: Hits på svenska
Sändes 14 oktober 2016.
Deltagarna står nedan i Startordning 
1. Liam Cacatian Thomassen - "Ingen annan rör mig som du" (Norlie & KKV)
2. Feliks Parik - "Ta mig tillbaka" (Darin)
3. Renaida Braun - "Välkommen in" (Veronica Maggio)
4. Rebecka Karlsson - "Brinner i bröstet" (Danny Saucedo)
5. Greg G Curtis - "Sarah" (Mauro Scocco)
6. Charlie Grönvall - "Din tid kommer" (Håkan Hellström)
7. Adrian Jonasson - "Himlen runt hörnet" (Lisa Nilsson)
8. Jesper Petersson - "Vem tänder stjärnorna?" (Eva Dahlgren)
9. Oskar Häggström - "Hur dom än" (Oskar Linnros)
10. Nicole Touma - "Hos dig är jag underbar" (Patrik Isaksson)

#### Utröstningen
Listar här nedan de två sist utropade deltagarna, varav den ena erhöll minst antal tittarröster.

Lägst antal tittarröster
| Feliks Parik | Adrian Jonasson |

Fotnot: Den av dessa två här ovan namngivna deltagarna som är markerad med mörkgrå färg (den till vänster) var den som tvingades lämna tävlingen.

### Vecka 4: Mitt födelseår
Sändes 21 oktober 2016.
Deltagarna står nedan i Startordning
1. Adrian Jonasson (2000) - ”My Love Is Your Love” (Whitney Houston)
2. Nicole Touma (1995) - ”Waterfalls” (TLC)
3. Greg G Curtis (1986) - ”Kiss” (Prince)
4. Renaida Braun (1997) - ”Don't Let Go” (En Vogue)
5. Charlie Grönvall (1990) - ”Dangerous” (Roxette)
6. Liam Cacatian Thomassen (1997) - ”I'll Be Missing You” (Diddy feat. Faith Evans)
7. Oskar Häggström (1998) - ”Angels” (Robbie Williams)
8. Jesper Petersson (1988) - ”Candle in the Wind” (Elton John)
9. Rebecka Karlsson (2000) - ”Breathe” (Faith Hill)

#### Utröstningen
Listar här nedan de två sist utropade deltagarna, varav den ena erhöll minst antal tittarröster.
Lägst antal tittarröster
| Adrian Jonasson | Nicole Touma |

Fotnot: Den av dessa två här ovan namngivna deltagarna som är markerad med mörkgrå färg (den till vänster) var den som tvingades lämna tävlingen.

### Vecka 5: Världsstjärnor
Sändes 28 oktober 2016.
Deltagarna står nedan i Startordning
1. Nicole Touma - "Sorry" (Justin Bieber)[15]
2. Charlie Grönvall - ”Whataya Want from Me” (Adam Lambert)[15]
3. Rebecka Karlsson - ”Bang Bang” (Ariana Grande)[15]
4. Oskar Häggström - ”Hall of Fame” (The Script)[15]
5. Liam Cacatian Thomassen - ”Can't Feel My Face” (The Weeknd)[15]
6. Greg G Curtis - ”Want to Want Me” (Jason Derulo)[15]
7. Renaida Braun - ”Run the World (Girls)” (Beyoncé)[15]
8. Jesper Petersson - ”Everything” (Michael Bublé)[15]

#### Utröstningen
Listar här nedan de två sist utropade deltagarna, varav den ena erhöll minst antal tittarröster.

Lägst antal tittarröster
| Nicole Touma | Jesper Petersson |

Fotnot: Den av dessa två här ovan namngivna deltagarna som är markerad med mörkgrå färg (den till vänster) var den som tvingades lämna tävlingen.

### Vecka 6: Klassiker
Sändes 4 november 2016.
Deltagarna står nedan i Startordning
1. Jesper Petersson - "September" (Earth, Wind & Fire)
2. Oskar Häggström - "Mustang Sally" (Wilson Pickett)
3. Renaida Braun - "Respect" (Aretha Franklin
4. Greg G Curtis - "Stand by Me" (Ben E. King)
5. Charlie Grönvall - "Come Together" (The Beatles)
6. Rebecka Karlsson - "Knock on Wood" (Eddie Floyd)
7. Liam Cacatian Thomassen - "When a Man Loves a Woman" (Percy Sledge)

#### Utröstningen
Listar här nedan de två sist utropade deltagarna, varav den ena erhöll minst antal tittarröster.

Lägst antal tittarröster
| Greg G Curtis | Jesper Petersson |

Fotnot: Den av dessa två här ovan namngivna deltagarna som är markerad med mörkgrå färg (den till vänster) var den som tvingades lämna tävlingen.

### Vecka 7: Melodifestivalen möter Så mycket bättre
Sändes 11 november 2016.
Deltagarna står nedan i Startordning

#### Rond 1: Melodifestivalen
1. Renaida Braun - "Euphoria" (Loreen)
2. Liam Cacatian Thomassen - "Begging" (Anton Ewald)
3. Oskar Häggström - "Human" (Oscar Zia)
4. Rebecka Karlsson - "You" (Robin Stjernberg)
5. Jesper Petersson - "Bring Out the Fire" (Andreas Weise)
6. Charlie Grönvall - "The Worrying Kind" (The Ark)

#### Rond 2: Så mycket bättre
1. Renaida Braun - "Mikrofonkåt" (September)
2. Liam Cacatian Thomassen - "One Last Time" (Miriam Bryant)
3. Oskar Häggström - "Astrologen" (Darin)
4. Rebecka Karlsson - "Allt jag behöver" (Miriam Bryant)
5. Jesper Petersson - "Själen av en vän" (Titiyo)
6. Charlie Grönvall - "En apa som liknar dig" (Darin)

#### Utröstningen
Listar här nedan de två sist utropade deltagarna, varav den ena erhöll minst antal tittarröster.
Lägst antal tittarröster
| Renaida Braun | Jesper Petersson |

Fotnot: Den av dessa två här ovan namngivna deltagarna som är markerad med mörkgrå färg (den till vänster) var den som tvingades lämna tävlingen.

### Vecka 8: Kärlek
Sändes 18 november 2016.
Deltagarna står nedan i Startordning

#### Rond 1: Nära och kära
1. Liam Cacatian Thomassen (till sin mamma) - "With You" (Chris Brown)
2. Jesper Petersson (till sina småbröder) - "Make You Feel My Love" (Bob Dylan, Adeles version)
3. Rebecka Karlsson (till sin familj) - "Girl on Fire" (Alicia Keys)
4. Charlie Grönvall (till sina bonusbarn) - "What Are Words" (Chris Medina)
5. Oskar Häggström (till sin mamma) - "What Hurts the Most" (Rascal Flatts)

#### Rond 2: Fansen
1. Liam Cacatian Thomassen - "When I Was Your Man" (Bruno Mars)
2. Jesper Petersson - "Who You Are" (Jessie J)
3. Rebecka Karlsson - "All by Myself" (Céline Dion)
4. Charlie Grönvall - "I Believe I Can Fly" (R. Kelly)
5. Oskar Häggström - "The Reason" (Hoobastank)

#### Utröstningen
Listar här nedan de två sist utropade deltagarna, varav den ena erhöll minst antal tittarröster.
Lägst antal tittarröster
| Jesper Petersson | Oskar Häggström |

Fotnot: Den av dessa två här ovan namngivna deltagarna som är markerad med mörkgrå färg (den till vänster) var den som tvingades lämna tävlingen.

### Vecka 9: Kvartsfinal (Måns Zelmerlöw & Egna låtar)
Sändes 25 november 2016.
Deltagarna står nedan i Startordning

#### Rond 1: Måns Zelmerlöw
1. Rebecka Karlsson - "Hope And Glory" (Måns Zelmerlöw)
2. Oskar Häggström - "Fire in the Rain" (Måns Zelmerlöw)
3. Liam Cacatian Thomassen - "Should've Gone Home" (Måns Zelmerlöw)
4. Charlie Grönvall - "Hanging on to Nothing" (Måns Zelmerlöw)

#### Rond 2: Egna låtar
1. Rebecka Karlsson - "If I Were You" (egen låt)
2. Oskar Häggström - "The Underdogs" (egen låt)
3. Liam Cacatian Thomassen - "Beautiful Silence" (egen låt)
4. Charlie Grönvall - "Running Wild" (egen låt)

#### Utröstningen
Ingen deltagare åkte ut denna vecka och alla rösterna tas med till nästkommande vecka där en deltagare tvingas åka ut vilket innebär att tre deltagare kommer stå i final.

### Vecka 10: Semifinal (Juryns val)
Sändes 2 december 2016.
Deltagarna står nedan i Startordning

#### Rond 1: Utmaningslåt
1. Charlie Grönvall - "Beat It" (Michael Jackson)
2. Oskar Häggström - "We Don't Talk Anymore" (Charlie Puth feat. Selena Gomez)
3. Rebecka Karlsson - "Shake It Off" (Taylor Swift)
4. Liam Cacatian Thomassen - "Just the Way You Are" (Bruno Mars)

#### Rond 2: Glänsarlåt
1. Charlie Grönvall - "We Are Young" (Fun)
2. Oskar Häggström - "Thinking Out Loud" (Ed Sheeran)
3. Rebecka Karlsson - "Beautiful" (Christina Aguilera)
4. Liam Cacatian Thomassen - "All of Me" (John Legend)

#### Utröstningen
Listar här nedan de två sist utropade deltagarna, varav den ena erhöll minst antal tittarröster.
Lägst antal tittarröster
| Oskar Häggström | Rebecka Karlsson |

Fotnot: Den av dessa två här ovan namngivna deltagarna som är markerad med mörkgrå färg (den till vänster) var den som tvingades lämna tävlingen.

## Final

### Vecka 11: Final
Sändes 9 december 2016.
Deltagarna står nedan i startordning

#### Rond 1: Eget val
1. Rebecka Karlsson - "Only Girl (In the World)" (Rihanna)
2. Charlie Grönvall - "Elastic Heart" (Sia)
3. Liam Cacatian Thomassen - "Drag Me Down" (One Direction)

Efter rond 1 röstades en av deltagarna ut ur tävlingen  och de andra två fick sjunga tittarnas val & vinnarlåten. 
Lägst antal tittarröster efter rond 1: 
Charlie Grönvall

#### Rond 2: Tittarnas val
1. Rebecka Karlsson - "All by Myself" (Céline Dion)
2. Liam Cacatian Thomassen - "Ready or Not" (The Fugees)

#### Rond 3: Vinnarlåten
1. Rebecka Karlsson - "Playing with Fire"
2. Liam Cacatian Thomassen - "Playing with Fire"

Här nedan listas den deltagare som erhöll flest antal tittarröster och därmed vann Idol 2016.
| Vinnaren                |
| Liam Cacatian Thomassen |